# Первый дивизион ПФЛ 1998
Первый дивизион ПФЛ 1998 — сезон второго по значимости дивизиона чемпионата России по футболу. В высший дивизион по итогам сезона вышли «Сатурн» (Раменское) и «Локомотив» (Нижний Новгород).

## Участники
Количество участников — 22 команды.
Команды, которые вступили в первый дивизион после второй лиги обозначены зелёной стрелкой ()
Команды, которые вступили в первый дивизион после высшей лиги обозначены красной стрелкой ()
- «Анжи» Махачкала
- «Арсенал» Тула
- «Газовик-Газпром» Ижевск
- «Динамо» Ставрополь
- «Дружба» Майкоп
- «Иртыш» Омск
- «КАМАЗ-Чаллы» Набережные Челны
- «Кубань» Краснодар
- «Лада-Град» Димитровград
- «Лада-Тольятти-ВАЗ» Тольятти
- «Локомотив» Нижний Новгород
- «Локомотив» Санкт-Петербург
- «Локомотив» Чита
- «Металлург» Липецк
- «Нефтехимик» Нижнекамск
- «Рубин» Казань
- «Сатурн» Раменское
- «Сокол» Саратов
- «Спартак» Нальчик
- «Томь» Томск
- «Факел» Воронеж
- ЦСК ВВС-«Кристалл» Смоленск

## Информация о турнире
«Сатурн» обеспечил себе выход в высший дивизион за 4 тура до окончания первенства, а борьба за вторую путёвку между «Соколом» и нижегородским «Локомотивом» продолжалась до последнего тура. Во многом ключевой стала осечка «Сокола» в предпоследнем туре, когда опережавший нижегородцев на одно очко саратовский клуб не смог обыграть в Омске «Иртыш». Победы в заключительных турах в Набережных Челнах (над клубом «КАМАЗ-Чаллы») и Нижнекамске (над «Нефтехимиком») принесли «Локомотиву» второе место и возвращение в класс сильнейших спустя год.
В тульском «Арсенале», являвшемся дебютантом турнира, выступала большая группа бразильских игроков, один из них — Андрадина — стал лучшим бомбардиром турнира.
Читинский «Локомотив» получил 15 очков без борьбы за счёт пяти неявок соперников: «Нефтехимик», «Лада-Град», «Газовик-Газпром», «Локомотив» (Санкт-Петербург) и «Динамо» (Ставрополь) в этих несостоявшихся играх получили технические поражения со счётом 0:3.
Тремя клубами в турнире был представлен Татарстан: это выступавший в предыдущие сезоны в высшей лиге «КАМАЗ-Чаллы», «Нефтехимик» и перешедший из второй лиги казанский «Рубин», причём главная роль отводилась «Рубину», который перед началом сезона обозначал намерения пробиться в высший дивизион.
С клубов «КАМАЗ-Чаллы» и «Лада-Тольятти-ВАЗ» в ходе первенства было снято по 6 очков. Этих очков тольяттинцам не хватило, чтобы остаться в первом дивизионе. Помимо этих клубов вылетели во второй дивизион «Иртыш», «Кубань» и «Дружба», а также уступивший в переходных матчах московскому «Торпедо-ЗИЛ» «Нефтехимик».

## Турнирная таблица
|     | Команда           | И  | В  | Н  | П  | ГЗ | ГП | +/- | Очки     |                     |
| --- | ----------------- | -- | -- | -- | -- | -- | -- | --- | -------- | ------------------- |
| 1.  | Сатурн            | 42 | 24 | 12 | 6  | 73 | 34 | +39 | 84       | Высший дивизион     |
| 2.  | Локомотив (НН)    | 42 | 23 | 8  | 11 | 65 | 34 | +31 | 77       | Высший дивизион     |
| 3.  | Сокол             | 42 | 21 | 13 | 8  | 58 | 32 | +26 | 76       |                     |
| 4.  | ЦСК ВВС-Кристалл  | 42 | 23 | 3  | 16 | 59 | 47 | +12 | 72       |                     |
| 5.  | Арсенал           | 42 | 18 | 11 | 13 | 65 | 53 | +12 | 65       |                     |
| 6.  | Лада-Град         | 42 | 19 | 7  | 16 | 65 | 63 | +2  | 64       |                     |
| 7.  | Рубин             | 42 | 19 | 6  | 17 | 56 | 50 | +6  | 63       |                     |
| 8.  | Динамо Ст         | 42 | 16 | 15 | 11 | 51 | 40 | +11 | 63       |                     |
| 9.  | Газовик-Газпром   | 42 | 18 | 6  | 18 | 53 | 58 | -5  | 60       |                     |
| 10. | Факел             | 42 | 17 | 9  | 16 | 54 | 45 | +9  | 60       |                     |
| 11. | Локомотив (Ч)     | 42 | 17 | 8  | 17 | 60 | 50 | +10 | 59       |                     |
| 12. | Анжи              | 42 | 17 | 6  | 19 | 47 | 56 | -9  | 57       |                     |
| 13. | Металлург Лп      | 42 | 16 | 8  | 18 | 41 | 50 | -9  | 56       |                     |
| 14. | Томь              | 42 | 15 | 11 | 16 | 54 | 45 | +9  | 56       |                     |
| 15. | Спартак Нч        | 42 | 15 | 11 | 16 | 49 | 52 | -3  | 56       |                     |
| 16. | Локомотив (СПб)   | 42 | 14 | 11 | 17 | 38 | 41 | -3  | 53       |                     |
| 17. | Нефтехимик        | 42 | 15 | 7  | 20 | 44 | 56 | -12 | 52       | Переходные матчи    |
| 18. | Дружба            | 42 | 13 | 11 | 18 | 45 | 55 | -10 | 50       | Второй дивизион ПФЛ |
| 19. | Лада-Тольятти-ВАЗ | 42 | 15 | 9  | 18 | 52 | 70 | -18 | 48 (-6)* | Второй дивизион ПФЛ |
| 20. | Кубань            | 42 | 10 | 13 | 19 | 42 | 68 | -26 | 43       | Второй дивизион ПФЛ |
| 21. | Иртыш             | 42 | 11 | 8  | 23 | 36 | 58 | -22 | 41       | Второй дивизион ПФЛ |
| 22. | КАМАЗ-Чаллы       | 42 | 7  | 5  | 30 | 32 | 82 | -50 | 26 (-6)* | Второй дивизион ПФЛ |

* Примечания.
30 июня на заседании бюро контрольно-дисциплинарного комитета ПФЛ с клуба «КАМАЗ-Чаллы» было снято 6 очков за непогашенную в установленные сроки задолженность оренбургскому «Газовику» по трансферу Игоря Дегтярёва.
23 октября по итогам заседания совета ПФЛ клуб «Лада-Тольятти-ВАЗ» был лишён 6 очков за невыполнение решений Совета Лиги по оборудованию футбольного поля системой подогрева, также клуб обязали провести оставшиеся домашние матчи на нейтральном поле. После вычета шести очков у команды стало 42 очка после 38 игр (и она опустилась с 17-го места на 19-е), что в итоге повлияло на итоговый результат — вылет во второй дивизион. Клуб оспаривал это решение, в том числе — по прошествии первенства, в ноябре лига оставила свой вердикт полуторамесячной давности прежним, хотя в заключении юридического комитета РФС претензии «Лады» были признаны обоснованными в связи с тем, что в регламенте не было предусмотрено санкций в виде снятия 6 очков за данное нарушение. Всего в ходе сезона ПФЛ делала предупреждение девяти клубам первого дивизиона о необходимости оборудовать поле домашнего стадиона подогревом к 20 октября и санкциях в виде снятия 6 очков в случае невыполнения требований, восемь из них требование выполнили.

## Бомбардиры
| №  | Игрок               | Клуб           | Голы | Матчи |
| -- | ------------------- | -------------- | ---- | ----- |
| 1  | Андрадина           | Арсенал        | 27   | 36    |
| 2  | Игорь Гаврилин      | Сатурн         | 19   | 42    |
| 3  | Владислав Зубков    | Локомотив (НН) | 18   | 36    |
| 4  | Гурбан Гурбанов     | Динамо         | 17   | 36    |
| 5  | Валерий Шушляков    | Кристалл       | 17   | 41    |
| 6  | Алексей Чернов      | Лада-Град      | 16   | 36    |
| 7  | Олег Гарин          | Локомотив (НН) | 15   | 36    |
| 8  | Ибрагим Гасанбеков  | Анжи           | 15   | 26    |
| 9  | Александр Кузьмичёв | Рубин          | 15   | 38    |
| 10 | Владимир Лебедь     | Сокол          | 15   | 34    |

## Переходные матчи
Подробнее см. Второй дивизион ПФЛ 1998#Переходные матчи.
Нефтехимик — Торпедо-ЗИЛ 1:1
Торпедо-ЗИЛ — Нефтехимик 2:0